# Lex Cassia de senatu
Die Lex Cassia de senatu war ein 104 v. Chr. erlassenes Plebiszit, das vom Volkstribun Lucius Cassius Longinus aus der gens der namensprägenden Cassier beantragt wurde. Das Gesetz unterfällt denen zur Organisation von Staatseinrichtungen (hier leges de Senatu). Einfluss nahm es auf die Zusammensetzung der Senatoren im Senat, deren Sitzungen, Rechte und Beschränkungen. 
Diejenigen, die in einem volksgerichtlichen Prozess verurteilt worden waren, ebenso diejenigen, denen im – regelmäßig von den Konsuln beherrschten – Komitialverfahren das Imperium entzogen worden war, sollten keinen Zugang mehr zum senatorischen Amt haben. In solchen Fällen waren die Zensoren zur Streichung aus der Mitgliedsliste verpflichtet.